# All Hell Breaks Loose (álbum de Black Star Riders)
All Hell Breaks Loose é o álbum de estreia da banda de hard rock Black Star Riders, lançado em maio de 2013. A Black Star Riders originou-se da versão itinerante do Thin Lizzy, formada pelo guitarrista Scott Gorham após a morte do líder do Thin Lizzy, Phil Lynott.

## Bastidores
Black Star Riders foi formada em dezembro de 2012, quando os membros da mais recente formação do Thin Lizzy decidiram gravar um novo material, mas decidiram não lançá-lo sob o nome Thin Lizzy. Em maio de 2010, Gorham anunciou a formação mais recente do grupo, que já havia feito turnê esporadicamente com várias formações desde 1996, depois da morte de Lynott em 1986. Como a banda saiu em turnê ao longo de 2011 e 2012, só conseguiram compor material novo para o possível lançamento como um álbum de estúdio do Thin Lizzy, e demos foram gravadas em junho de 2012.
Em outubro de 2012, foi anunciado que o novo material não deveria ser registrado sob o nome Thin Lizzy, e que um novo nome da banda seria usado para as músicas novas. De acordo com Gorham, este seria "um desrespeito para Phil Lynott e o legado que ele criou", embora ele confirmou que o novo material apresentaria o clássico som do Thin Lizzy. Mais tarde, ele confirmou que a decisão foi tomada por ele e pelo baterista do Thin Lizzy, Brian Downey, com o apoio dos outros membros da banda, e que Caroline (viúva de Lynott e proprietária do nome Thin Lizzy) também havia ficado desconfortável sobre novas gravações de estúdio do Thin Lizzy. O vocalista Ricky Warwick reconheceu que uma parte dos fãs do Thin Lizzy também foram contra a ideia de gravações em estúdio sem Lynott.

## Gravação
Com uma formação composta de Gorham, Warwick, e os outros membros de turnê do Thin Lizzy Damon Johnson (guitarra) e Marco Mendoza (baixo) e o experiente baterista Jimmy DeGrasso, Black Star Riders gravou o seu álbum de estreia em janeiro de 2013 com o produtor Kevin Shirley. Quinze músicas foram gravadas, composta principalmente por Johnson, com Warwick fazendo as letras, também com a contribuição de Gorham, Mendoza e o tecladista do Thin Lizzy, Darren Wharton. Doze faixas formam o álbum, incluindo uma faixa bônus para uma edição especial do CD. Esta edição especial em CD também inclui um DVD mostrando o processo de produção do álbum. A gravação foi concluída em 20 de janeiro e a fotografia para o material promocional do álbum também foi concluído na época, com o fotógrafo musical americano Robert John. Shirley fez a mixagem do álbum em fevereiro de 2013.
Warwick confirmou que o processo de gravação foi muito simples, com muito poucos overdubs (principalmente de harmonia, guitarra e vocal de apoio), o uso mínimo de Pro Tools e sem uso de Auto-Tune. Os vocais principais foram gravados com a banda usando um método "ao vivo no estúdio".
A respeito do título do álbum, Warwick revelou: "Eu estava assistindo a um documentário sobre bombardeiros da Segunda Guerra Mundial e vi o nome pintado na lateral de uma aeronave. O nome ressoou em mim e isso parece encapsular o tumulto que nós, como uma sociedade, estamos atualmente experienciando. Os últimos anos foram uma loucura, e agora com o lançamento do álbum, isso soou como um título de álbum durão que resumiu tudo o que o Black Star Riders é." A arte da capa contém uma pintura de uma garota pin-up por Gil Elvgren.

### "Bound For Glory"
O primeiro single foi "Bound For Glory", que foi ao ar pela primeira vez em 21 de março, no programa diurno de Ken Bruce na BBC Radio 2 no Reino Unido. O single foi lançado em 24 de março, com Gorham afirmando: "Quando chegou a hora de escolher uma das músicas como single, ficamos numa situação realmente difícil. Há tantas faixas realmente ótimas aqui e todos tinham seus favoritos. No final, todos concordamos que "Bound for Glory" é a escolha perfeita e representa tudo o que Black Star Riders é. Warwick acrescentou que Gorham inicialmente não estava interessado na música, já que ele pensava que soava muito como Thin Lizzy, e que não tinha sido gravada um demo com toda a banda. Durante a gravação, Gorham e Johnson vieram com a linha harmoniosa de guitarras que contém na canção. Ele também explicou que o personagem "Johnny Wong" na canção foi nomeado assim após Gorham e Mendoza visitarem o proprietário de um restaurante chinês em Plymouth. A garota chamada "Mary" no segundo verso foi baseada em uma ex-namorada de Warwick (na verdade chamada "Mandy"), que tinha um cartaz de Phil Lynott em sua parede. Warwick inicialmente pretendia a linha "Elvis in the backroom and Jesus on the wall" para mencionar Lynott, mas Gorham pediu-lhe para mudá-lo.

## Faixas
| N.º            | Título                  | Compositor(es)                                                            | Duração |  |
| 1.             | "All Hell Breaks Loose" | Ricky Warwick, Damon Johnson, Scott Gorham, Marco Mendoza, Darren Wharton | 4:15    |  |
| 2.             | "Bound For Glory"       | Warwick, Johnson                                                          | 4:08    |  |
| 3.             | "Kingdom Of The Lost"   | Warwick, Johnson                                                          | 4:43    |  |
| 4.             | "Bloodshot"             | Gorham, Warwick, Johnson                                                  | 4:02    |  |
| 5.             | "Kissin' The Ground"    | Warwick, Johnson, Marti Frederiksen                                       | 3:06    |  |
| 6.             | "Hey Judas"             | Warwick, Johnson, Gorham                                                  | 4:11    |  |
| 7.             | "Hoodoo Voodoo"         | Warwick, Johnson                                                          | 4:15    |  |
| 8.             | "Valley Of The Stones"  | Warwick, Johnson, Gorham                                                  | 4:15    |  |
| 9.             | "Someday Salvation"     | Warwick, Johnson                                                          | 3:05    |  |
| 10.            | "Before The War"        | Warwick, Johnson                                                          | 3:39    |  |
| 11.            | "Blues Ain't So Bad"    | Gorham, Warwick, Johnson, Mendoza, Wharton                                | 6:15    |  |
| Duração total: | Duração total:          | Duração total:                                                            | 45:54   |  |

| Faixas bônus do digipak da edição especial |                     |                          |         |  |
| N.º                                        | Título              | Compositor(es)           | Duração |  |
| 12.                                        | "Right To Be Wrong" | Warwick, Johnson, Gorham | 3:35    |  |
| Duração total:                             | Duração total:      | Duração total:           | 49:29   |  |

## Integrantes
- Ricky Warwick – vocais, guitarra
- Scott Gorham – guitarra solo, guitarra rítmica
- Damon Johnson – guitarra solo, guitarra rítmica
- Marco Mendoza – baixo
- Jimmy DeGrasso – bateria, percussão

## Recepção
| Críticas profissionais | Críticas profissionais |
| Avaliações da crítica  | Avaliações da crítica  |
| Fonte                  | Avaliação              |
| ---------------------- | ---------------------- |
| Allmusic               | [ 8 ]                  |
| New Noise Magazine     | [ 9 ]                  |

O álbum recebeu críticas positivas em sua maioria, com o crítico do Allmusic Thom Jurek elogiou com "clássico ataque hard rock" e "com a marca registrada das guitarras gêmeas" do Thin Lizzy. Ele citou isso como um álbum recheado de "naturalidade com creatividade, peso, e inspiração". O crítico do New Noise Magazine Brandon Ringo notou que a mudança de nome se adequou à banda, que "(é) muito bom, não importa como chamam, isso é um fantástico disco de rock 'n' roll".
Scott Gorham ganhou o Riff Lord Award na cerimônia do Metal Hammer Golden Gods Awards de 2013 pelo seu trabalho no álbum.